# シャフルボード

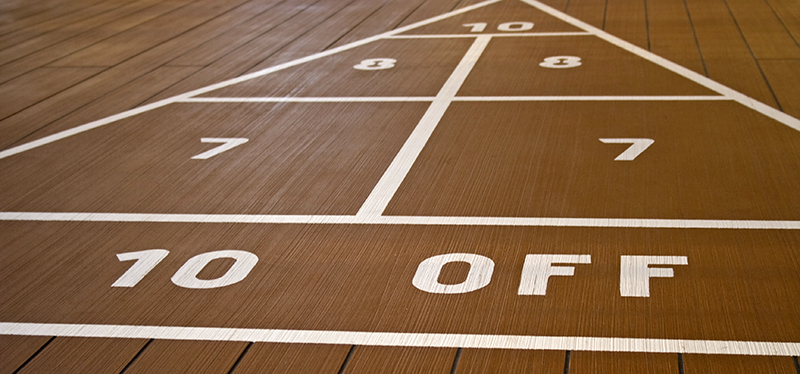
シャフルボードのダイアグラム

シャフルボード（英語: shuffleboard）は、細長いコートの上でディスク（円盤）を押し出し、「ダイアグラム」と呼ばれる得点盤上に到達させてその得点を競うニュースポーツ。シャッフルボードとも呼ばれる。

## 歴史

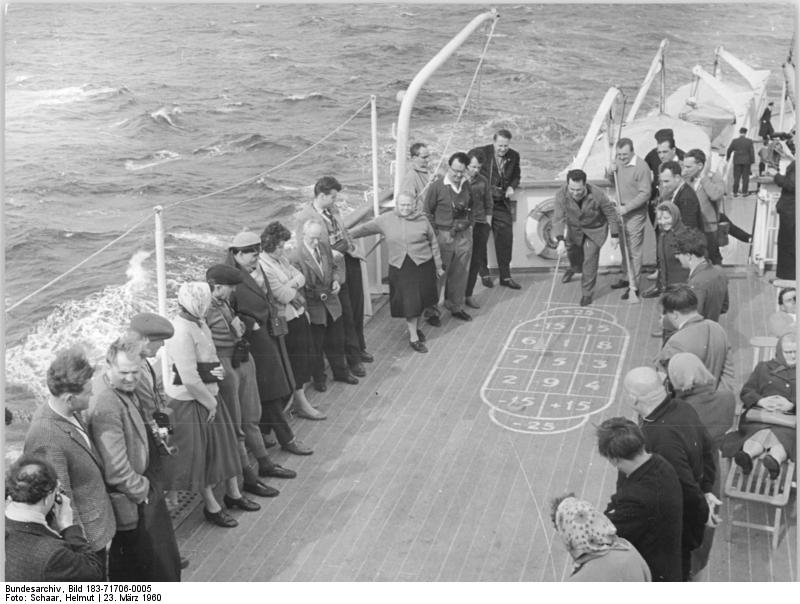
船の上でシャフルボードに興じる人々（ドイツ、MSフェルカーフロイントシャフト号、1960年）

15世紀のイギリスで行われていた「ショーブボード（shove board）」ないし「ショベルボード（shovel board）」と呼ばれるスポーツが起源とされる。19世紀後半、船旅の間に甲板で過ごす際のレクリエーションとして広まり、1913年、アメリカのホテル経営者がこれをヒントにフロリダ州デイトナで始めた。
日本では第二次世界大戦後、国際基督教大学に宣教師が日本国内初のシャフルボードコートを作った。1979年、日本シャフルボード協会が創設され、日本における本格的な普及活動が始まる。同年に国際シャフルボード協会が設立、1981年より毎年、国際大会が開催されている。

## ルール・用具
1対1のシングルスと2対2のダブルスの試合形式がある。刺又状に先端が二つに分かれたキューを用いて、先攻が黄色、後攻が黒のディスクを交互にそれぞれ4枚投げると1フレームになる。

シャフルボードのコート

## タンポポ・シャフルボード
タンポポ・シャフルボードは、高齢者や障害者向けに1996年ごろに考案されたシャフルボードの一種である。通常は両端にそれぞれ1つずつあるダイアグラムを一方だけとし、半分の長さのコート、短いキューを用いる。